# Unitarische Kirche (Klausenburg)

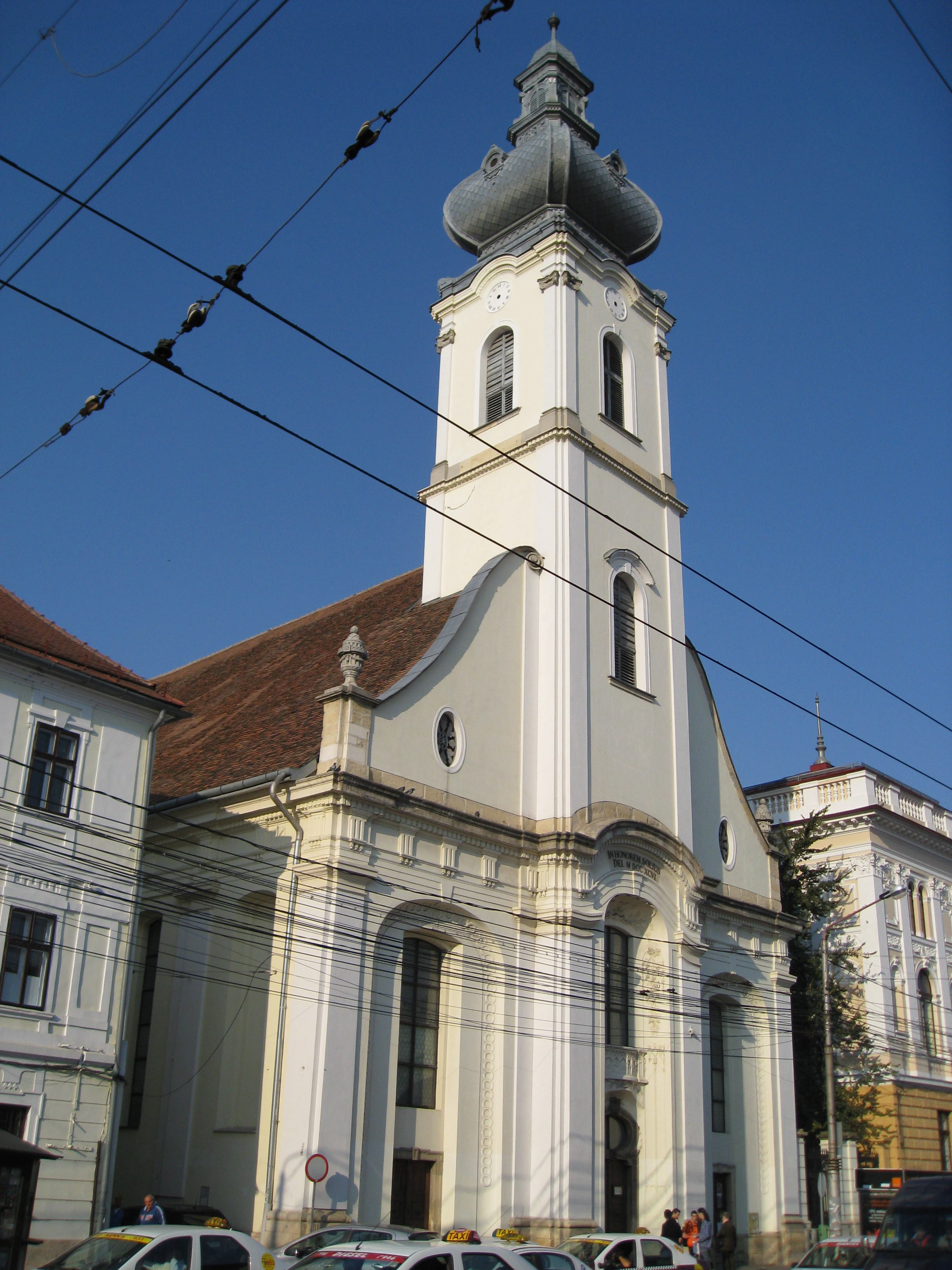
Unitarierkirche in Klausenburg

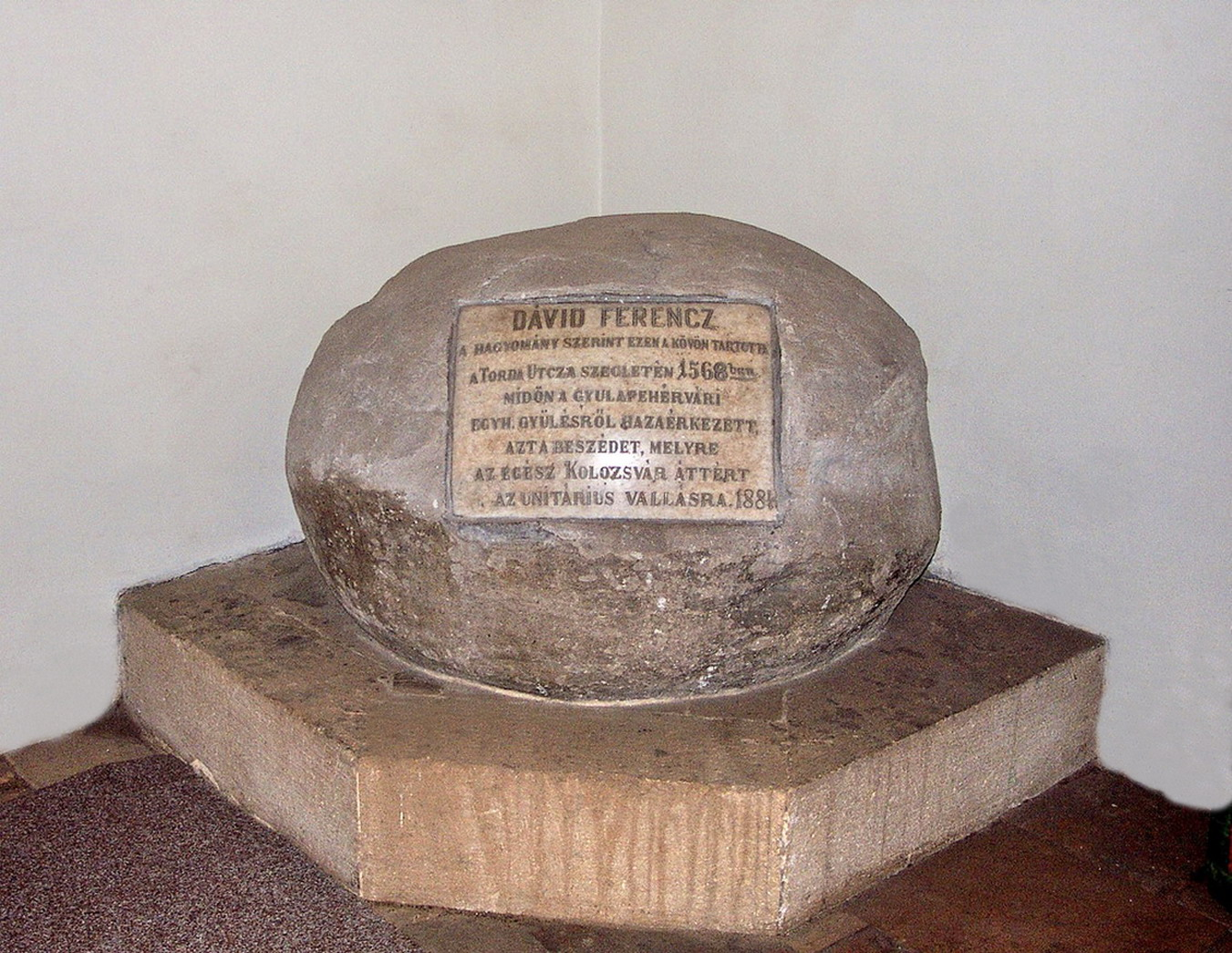
Gedenkstein für Franz David

Die Unitarische Kirche in Klausenburg (ungarisch: Kolozsvári unitárius templom, rumänisch: Biserica Unitariană din Cluj) ist eine Ende des 18. Jahrhunderts im Zentrum des siebenbürgischen Klausenburg im Barockstil errichtete unitarische Kirche. Die Gemeinde gehört der ungarisch geprägten Unitarischen Kirche Siebenbürgens an.
Zwischen 1566 und 1716 nutze die unitarische Gemeinde der Stadt die am Hauptplatz gelegene Michaelskirche. Im Zuge der Gegenreformation wurde diese jedoch rekatholisiert. Die Gemeinde versammelte sich nach 1716 zunächst in Privathäusern. Erst unter Joseph II. wurde es möglich, wieder eine eigene Kirche zu errichten. Im Vorfeld mussten jedoch noch Spenden für den Bau eingetrieben und ein geeignetes Grundstück erworben werden.
Das Gebäude wurde schließlich vom Wiener Architekten Anton Türk als dreischiffige Kirche entworfen und zwischen 1792 und 1798 im Barockstil kombiniert mit Elementen aus dem Rokoko und Klassizismus errichtet. Die Fassade wird von einem zur Straßenfront hin platzierten Zwiebelturm dominiert, der jedoch erst 1908 unter Louis Pákey seine endgültige Form erhielt. Die lateinische Inschrift über dem Eingang der Kirche In honorem solius dei MDCCXCVI (Einzig Gott die Ehre 1796) stellt den Hauptgedanken der unitarischen Konfession dar. Die Ausstattung der Kirche ist barock. Das breite Binnenschiff wird von zwei schmalen Seitenschiffen flankiert. Die Apsis ist halbkreisförmig gestaltet und das Vestibül (die Vorhalle der Kirche) ist nach Süden ausgerichtet. An zentraler Stelle befindet sich der Abendmahlstisch. Die mit Akanthusblättern geschmückte Kanzel verfügt über Elemente des Rokoko. Die Pilaster schließen mit dorischen und ionischen Kapitellen ab. Das neoklassizistische Stuckdekor umfasst Skulpturen, Girlanden und Trauben. Eine Kirchenorgel wurde aus finanziellen Gründen erst 1806 eingebaut. Die jetzige Orgel stammt aus dem Jahr 1930. Im Inneren der Kirche befindet sich ein Gedenkstein an den unitarischen Reformator Franz David. Der Legende nach hielt David auf diesem Stein 1556 eine Predigt, die die Bürger der Stadt vom Unitarismus überzeugte.
Am Ende des Ersten Weltkrieges wurden zwei von drei Kirchenglocken entwendet. Das Gebäude wurde mehrmals restauriert, so 1805/1806, 1831 und zuletzt zwischen 1996 und 2004. Die Kirche ist als historisches Gebäude vom rumänischen Kulturministerium erfasst.